# Huttoniidae
Huttoniidae zijn een familie van spinnen. De familie telt één beschreven geslacht en één soort.

## Geslacht
- Huttonia O. Pickard-Cambridge, 1879

## Taxonomie
Voor een overzicht van de geslachten en soorten behorende tot de familie zie de lijst van Huttoniidae.